# The Distillers
The Distillers (Español: Los Destiladores) es una banda de punk formada en 1998. Estuvo liderada por Brody Dalle, que formó la banda, siendo sus integrantes en un principio, sólo mujeres. Luego a través del tiempo hubo cambios. Sacaron sus dos primeros álbumes en la firma independiente Hellcat Records, propiedad de Tim Armstrong de Rancid antes de mudarse a Sire, parte de Warner Music Group. 
Brody Dalle, fue la vocalista y primera guitarra, mientras que Tony Bradley era el segundo guitarrista. Ryan Sinn fue bajista.[cita requerida]
En enero de 2007, Dalle anunció la disolución definitiva de la banda y la existencia de un nuevo proyecto, llamado Spinnerette, que fue dado a conocer en la primera mitad de 2007. The Distillers fue incluida en la banda sonora del videojuego para la consola xbox Tony Hawk's Underground 2 con su sencillo "Beat Your Heart Out" y en Tony Hawk's Pro Skater 4 con Seneca Falls.

## Historia
The Distillers se juntaron por primera vez a fines de 1998, cuando la guitarrista australiana Brody Dalle conoció al bajista Kim Chi y los dos se unieron por su amor por tocar punk rock. Procedieron a reclutar a la guitarrista de Detroit Rose Mazzola y al baterista Matt Young. Firmado con Epitaph, la banda emitió su debut homónimo en abril de 2000. A finales de año, Kim Chi había dejado el grupo para unirse a Exene Cervenka en su banda, The Original Sinners. Durante un tiempo, el bajista de The Nerve Agents, Dante Sigona, tocaba el bajo para The Distillers, pero Ryan Sinn intervino y tomó posición. Matt partió para unirse a Chi mientras Mazzola se fue durante el apogeo de "Seneca Falls". Para el verano de 2002, The Distillers estaba compuesto por Dalle, Sinn y el nuevo baterista Andy Granelli; Se planearon fechas estadounidenses conjuntas con No Doubt y Garbage para más tarde ese otoño. El guitarrista/vocalista Tony Bradley se unió a The Distillers a tiempo para la grabación de su tercer álbum y debut en un sello importante, Coral Fang, que fue lanzado en 2003 por Sire. Después de su muy público divorcio de Tim Armstrong de Rancid ese mismo año, Brody Dalle volvió a actuar bajo su propio nombre.

## Miembros
- Brody Dalle - Voz, guitarra.
- Tony Bevilacqua - Guitarra.
- Ryan Synn - Bajo. Dejó la banda en el 2005. Tocó en la banda Angels & Airwaves con Tom DeLonge de Blink-182 por un tiempo después de The Distillers. Cuando Ryan dejó Angels & Airwaves se unió a Love Equals Death. Después se fue de ésta y tocó con The Innocent.
- Andy Granelli - Batería. Dejó la banda en marzo de 2005 para tocar en su banda, Darker My Love.
- Rose "Casper" Mazzola - Guitarra y en ocasiones voz. Se fue de la banda después de hacer el álbum Sing Sing Death House, y tocó para la banda Gold Cash Gold por un corto tiempo.
- Cody Lane - Batería. Dejó la banda en noviembre de 2000.
- Kim "Chi" Fuellman - Bajo. Dejó la banda después de hacer el álbum The Distillers. Kim tocó en el tour Original Sinners álbum con Exene Cervenka de la banda punk de L.A. llamada X, después se fue. También toca el bajo en Punk is Dead.
- Matt Young - Batería. Dejó la banda después de grabar el álbum The Distillers.

## Discografía

### Álbumes de estudio
| Año  | Álbum                 | Discográfica | Máx. en EE. UU. | Reino Unido |
| ---- | --------------------- | ------------ | --------------- | ----------- |
| 2000 | The Distillers        | Epitaph      |                 |             |
| 2002 | Sing Sing Death House | Hellcat      |                 |             |
| 2003 | Coral Fang            | Sire         | 97              | 46          |

### EP
| Año  | Álbum             | Discográfica | Máx. en EE. UU. | Certificación |
| ---- | ----------------- | ------------ | --------------- | ------------- |
| 1999 | The Distillers 7" | Hellcat      |                 |               |

### Sencillos
| Título                     | Año  | Máximas posiciones en las listas | Máximas posiciones en las listas | Máximas posiciones en las listas | Máximas posiciones en las listas | Máximas posiciones en las listas | Álbum                 |
| Título                     | Año  | US Alt                           | SCO                              | UK                               | UK Indie                         | UK Rock                          | Álbum                 |
| -------------------------- | ---- | -------------------------------- | -------------------------------- | -------------------------------- | -------------------------------- | -------------------------------- | --------------------- |
| "The Young Crazed Peeling" | 2002 | —                                | —                                | —                                | —                                | —                                | Sing Sing Death House |
| "City of Angels"           | 2002 | —                                | —                                | 104                              | 38                               | 13                               | Sing Sing Death House |
| "Drain the Blood"          | 2003 | 28                               | 48                               | 51                               | —                                | 8                                | Coral Fang            |
| "The Hunger"               | 2004 | —                                | —                                | 48                               | —                                | —                                | Coral Fang            |
| "Beat Your Heart Out"      | 2004 | —                                | —                                | 74                               | —                                | —                                | Coral Fang            |
| "Man vs. Magnet"           | 2018 | —                                | —                                | —                                | —                                | —                                | Sin álbum             |
| "Blood in Gutters"         | 2018 | —                                | —                                | —                                | —                                | —                                | Sin álbum             |

## Canciones usadas en videojuegos
- La canción "Beat Your Heart Out" aparece en el juego Tony Hawk's Underground 2
- La canción "Dismantle Me" aparece en MTX Mototrax
- La canción "Seneca Falls" aparece en Tony Hawk's Pro Skater 4
- La canción "Drain the Blood" aparece en Gran Turismo 4 y se puede bajar esta canción para el Rock Band.
- La canción "Beat Your Heart Out" y una versión de la banda sonora de Spider-Man ("Spider-Man theme song"), aparecen en el videojuego de la película de Spider-Man 2
- Las canciones "City of Angels" y "Hall of Mirrors" aparecen en True Crime: Streets of LA.
- La canción "City of Angels" aparece en Crash 'n' Burn, así como en el tercer episodio de Sleeper Cell titulada "Money".